# Merica elegans
Espèce
Synonymes
- Cancellaria elegans G. B. Sowerby I, 1822
- Cancellaria reeveana Crosse, 1861[2]
- Cancellaria reeveana var. subsinensis Löbbecke, 1881[3]

Merica elegans est une espèce de mollusques gastéropodes marins de l'ordre des Neogastropoda et de la famille des Cancellariidae. Elle est trouvée aux Philippines, en Indonésie, dans l'ouest de la Thaïlande et aussi au large de l'Australie (Queensland). 
Note : cette espèce admet un homonyme, Cancellaria elegans (Deshayes, 1824), la cancellaire élégante, qui est une espèce éteinte marine trouvée dans des terrains datant de l'Éocène (Lutécien) à Grignon en région parisienne, en France.